# Čertův dub (vrch)
Čertův dub je vrch, na němž leží trojmezí katastrálních území Choceň, Sruby a Újezd u Chocně v okrese Ústí nad Orlicí. Dvě vrcholové kóty o shodné nadmořské výšce 352,3 metru na lesnaté vrcholové plošině leží na území Chocně a podle mapy KČT je vrch Čertův dub nejvyšším bodem východního cípu Chvojeneckých lesů.

## Historie názvu

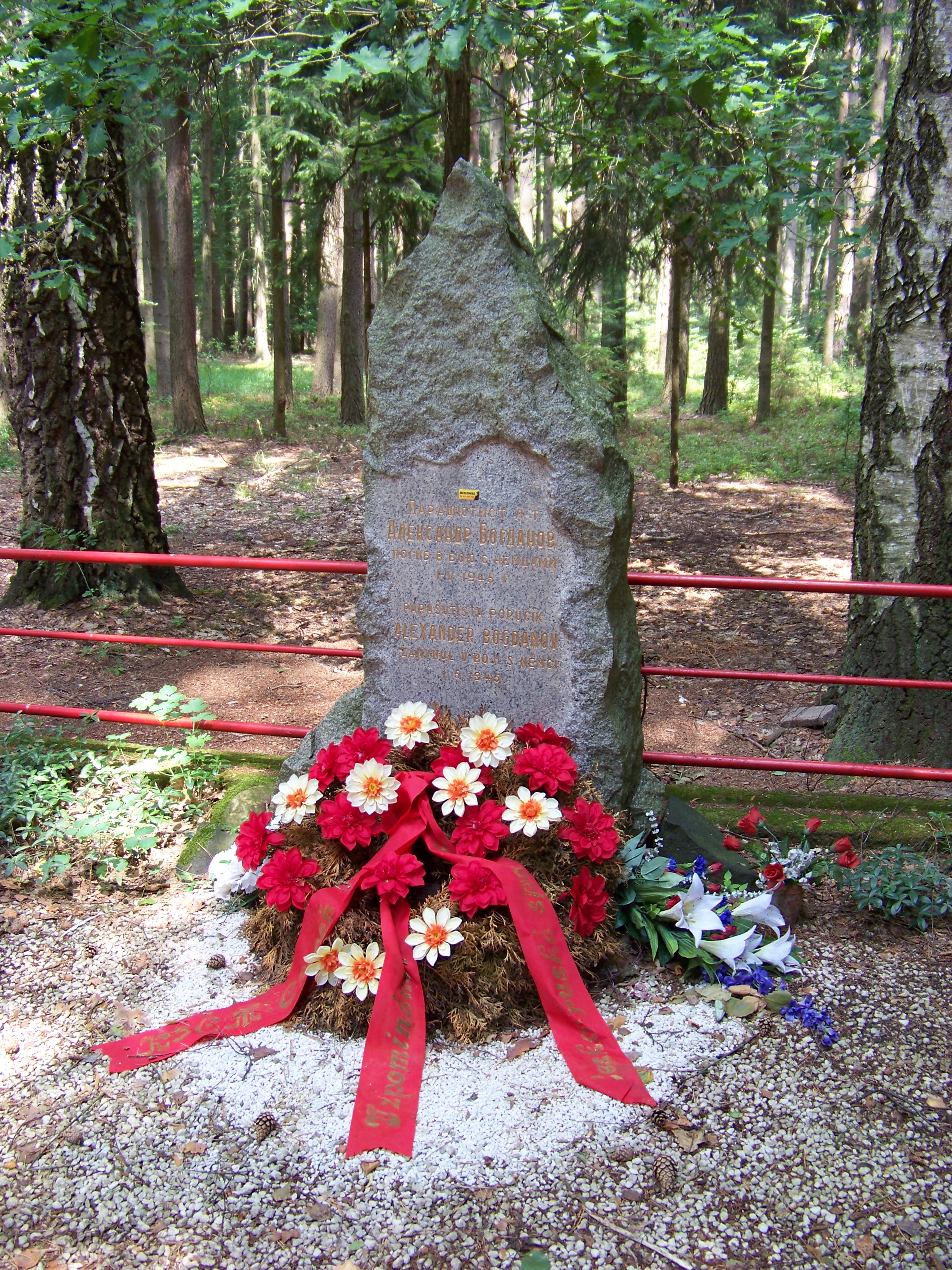
Pomník partyzána Alexandra Bogdanova

Ve Druhém vojenském mapování (kolem poloviny 19. století) je vrch označen názvem Čertowý Dub, ve Třetím vojenském mapování (kolem roku 1880) Čertový dub.

## Popis
Je to výrazný plochý protáhlý svědecký hřbet, krytý říčními štěrky a písky spodnopleistocenní terasy Tiché Orlice, spočívajícími na vápnitých jílovcích coniaku. Vrch je zalesněný porosty se smrkem, borovicí, dubem a lípou.

## Geomorfologické zařazení
Geomorfologicky vrch náleží do celku Orlická tabule, podcelku Třebechovická tabule, okrsku Choceňská plošina a podokrsku Hornojelenská plošina, jehož je nejvyšším bodem.
Podle alternativního členění Demka a Mackovčina náleží vrch do okrsku Vysokochvojenská plošina, jehož je taktéž nejvyšším bodem.

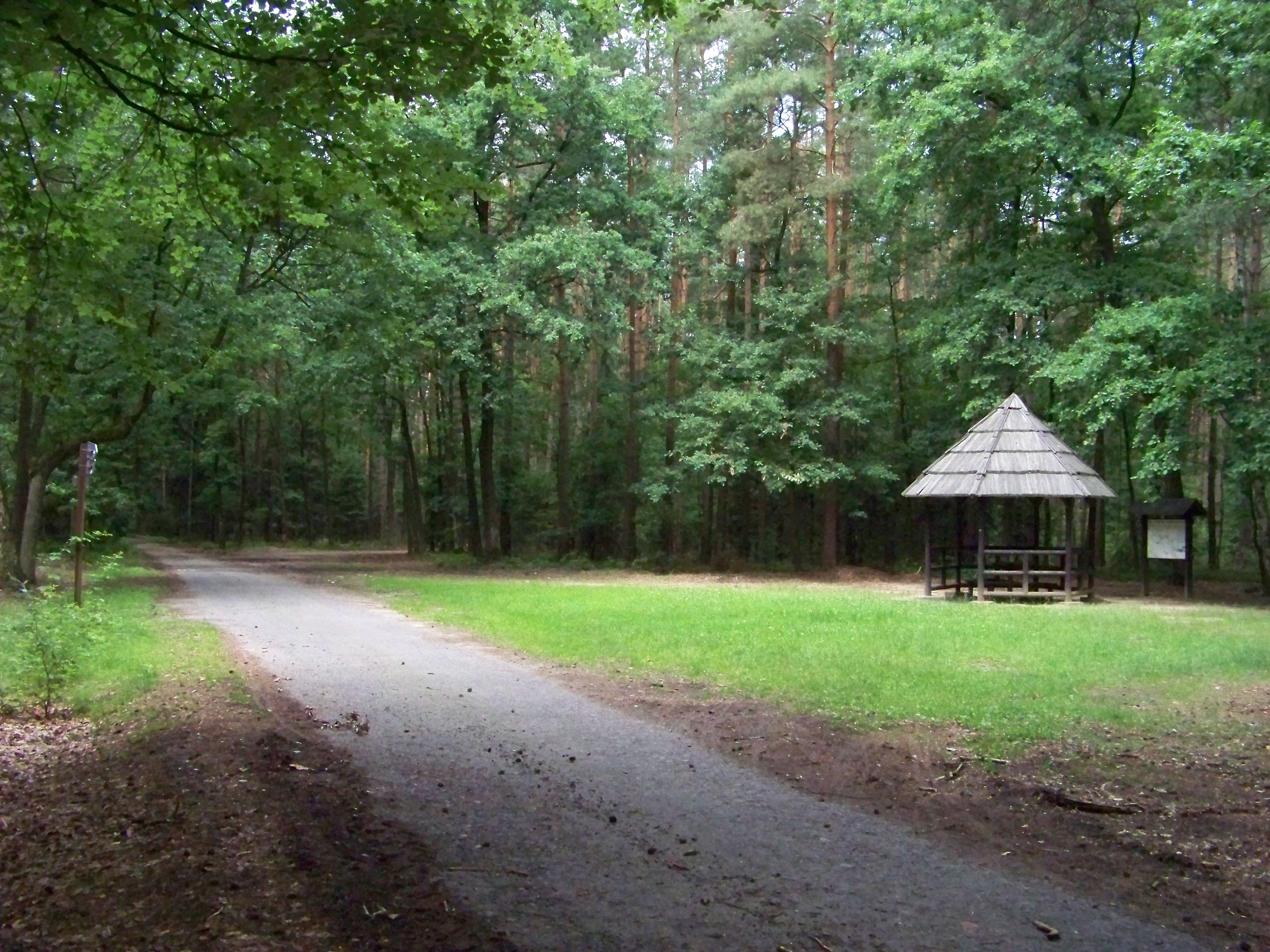
Palouček na rozcestí

## Turistika
Strom, který dal kopci pojmenování, není v legendě turistických map KČT ani na informačních tabulích u vrcholu zmiňován, je však vyznačen na cykloturistické mapě Mikroregionu Vysokomýtsko, která se na vrcholu nachází; podle webu Výletník.cz roste Čertův dub zhruba 100 metrů od vrcholu při cestě na Sruby, tj. rovněž na území Chocně.
Na vrcholové plošině, několik desítek metrů severně od nevelkého paloučku u hřebenové lesní cesty a turistického altánku a vývěsní turistické mapy, je umístěn udržovaný pomníček partyzána Alexandra Bogdanova, který padl roku 1945 v boji o choceňské letiště. Z toho důvodu nese lokalita pomístní název U partyzána.
1 km severozápadně u úpatí kopce u osady Darebnice roste památný dub letní o obvodu přesahujícím 6 metrů.
Přes vrcholovou plošinu vede po hřebeni zeleně značená pěší turistická trasa č. 4241 a cyklotrasa 4268 (ve směru hřebene), na vrcholové partii peáží s cyklotrasou 4229 vedoucí napříč hřebenem.